# Гапонов Володимир Михайлович
Володимир Михайлович Гапонов (рос. Владимир Михайлович Гапонов; 31 травня 1973, м. Челябінськ, СРСР) — російський хокеїст, захисник.  
Виступав за «Авангард» (Омськ), «Трактор» (Челябінськ), «Мечел» (Челябінськ), «Супутник» (Нижній Тагіл), «Газовик» (Тюмень), «Южний Урал» (Орськ).